# Mosquée Kosonsoy
 (décembre 2023).
La mosquée congrégationaliste de Kosonsoy (ouzbek : Kosonsoy Jome masjidi) est un monument architectural situé dans la ville de Kosonsoy, dans la région de Namangan en Ouzbékistan.

## Histoire et description
Aujourd'hui, seuls la salle de prière principale et le pavillon d'entrée subsistent parmi les bâtiments d'origine. En 1989-1993, une nouvelle mosquée et des salles de classe ont été construites à côté de la salle de prière et du pavillon d'entrée, les reliant ensemble. Une grande mosquée moderne à deux étages, avec un dôme élevé et une véranda, a été construite du côté nord de la salle de prière, et un espace pour les ablutions a été construit du côté est,.
Dans la partie sud-est du jardin de la mosquée se trouve un nouveau portail moderne en forme de dôme, et en face de la mosquée se trouve une école secondaire. Aucune recherche archéologique n'a été menée sous la mosquée principale, il n'est donc pas certain qu'il y ait eu une madrasa à cet endroit. Cependant, selon les traditions islamiques, un hammam, un bain public, était toujours construit à proximité de la mosquée et de la médersa, une école d'études islamiques. En fait, il y a un ancien hammam souterrain en face de la mosquée, appelé Gungalak par les habitants. On estime qu'il a été construit aux XIIIe – XIVe siècles, ce qui suggère qu'il y avait une madrasa à cet endroit auparavant.